# Diocesi di Armidale
La diocesi di Armidale (in latino Dioecesis Armidalensis) è una sede della Chiesa cattolica in Australia suffraganea dell'arcidiocesi di Sydney. Nel 2023 contava 42.699 battezzati su 182.103 abitanti. È retta dal vescovo Peter Mel Murphy.

## Territorio
La diocesi è situata nella parte nord-occidentale del Nuovo Galles del Sud in Australia.
Sede vescovile è la città di Armidale, dove si trova la cattedrale dei Santi Maria e Giuseppe.
Il territorio si estende su 91.500 km² ed è suddiviso in 24 parrocchie.

## Storia
La diocesi è stata eretta il 28 novembre 1862 con il breve Ex debito di papa Pio IX, ricavandone il territorio dall'arcidiocesi di Sydney. Il 28 gennaio 1863 la Santa Sede concesse all'arcivescovo di Sydney la facoltà di nominare un vescovo per Armidale. Nel maggio dello stesso anno l'arcivescovo di Sydney elesse Samuel Augustin Sheehy, O.S.B. Questa nomina però non fu ratificata dalla Santa Sede, che il 23 gennaio 1865 elesse James Bernard Hayes, O.E.S.A., che rifiutò. Solo nel 1869 fu eletto il primo vescovo che fu consacrato e prese possesso della diocesi.
Il 10 maggio 1887 la diocesi ha ceduto porzioni del suo territorio a vantaggio dell'erezione delle diocesi di Grafton (oggi diocesi di Lismore) e di Wilcannia (oggi diocesi di Wilcannia-Forbes).
Il 6 novembre 1961, con la lettera apostolica Vinculum pulcherrimum, papa Giovanni XXIII ha proclamato la Beata Maria Vergine del Rosario, patrona principale della diocesi.

## Cronotassi dei vescovi
Si omettono i periodi di sede vacante non superiori ai 2 anni o non storicamente accertati.
- Samuel John Augustine Sheehy, O.S.B. † (maggio 1863 - 1865 dimesso) (amministratore apostolico)
- James Bernard Hayes, O.E.S.A. † (23 gennaio 1865 - 1866 dimesso) (vescovo eletto)

- Thomas Timothy O'Mahony † (1º ottobre 1869 - 2 agosto 1877 dimesso[2])
- Elzeario Torreggiani, O.F.M.Cap. † (4 febbraio 1879 - 28 gennaio 1904 deceduto)
- Patrick Joseph O'Connor † (28 gennaio 1904 succeduto - 15 luglio 1932 deceduto)
- John Aloysius Coleman † (15 luglio 1932 succeduto - 22 dicembre 1947 deceduto)
- Edward John Doody † (11 marzo 1948 - 9 aprile 1968 deceduto)
- James Darcy Freeman † (18 ottobre 1968 - 9 luglio 1971 nominato arcivescovo di Sydney)
- Henry Joseph Kennedy † (6 dicembre 1971 - 26 aprile 1991 ritirato)
- Kevin Michael Manning † (26 aprile 1991 - 10 luglio 1997 nominato vescovo di Parramatta)
- Luc Julian Matthys † (17 marzo 1999 - 7 dicembre 2011 ritirato)
- Michael Robert Kennedy (7 dicembre 2011 - 2 febbraio 2023 nominato vescovo di Maitland-Newcastle)
  - Sede vacante (2023-2025)
- Peter Mel Murphy, dal 26 febbraio 2025

## Statistiche
La diocesi nel 2023 su una popolazione di 182.103 persone contava 42.699 battezzati, corrispondenti al 23,4% del totale.
| anno | popolazione | popolazione | popolazione | presbiteri | presbiteri | presbiteri | presbiteri                | diaconi | religiosi | religiosi | parrocchie |
| anno | battezzati  | totale      | %           | numero     | secolari   | regolari   | battezzati per presbitero | diaconi | uomini    | donne     | parrocchie |
| ---- | ----------- | ----------- | ----------- | ---------- | ---------- | ---------- | ------------------------- | ------- | --------- | --------- | ---------- |
| 1949 | 25.000      | 133.000     | 18,8        | 38         | 36         | 2          | 657                       |         | 17        | 238       | 25         |
| 1959 | 28.894      | 140.881     | 20,5        | 51         | 45         | 6          | 566                       |         | 36        | 207       | 25         |
| 1966 | 30.592      | 148.100     | 20,7        | 60         | 56         | 4          | 509                       |         | 30        | 206       | 56         |
| 1970 | 37.500      | 150.800     | 24,9        | 57         | 51         | 6          | 657                       |         | 30        | 214       | 29         |
| 1980 | 42.016      | 183.000     | 23,0        | 48         | 44         | 4          | 875                       |         | 17        | 146       | 25         |
| 1990 | 35.455      | 158.699     | 22,3        | 40         | 38         | 2          | 886                       |         | 14        | 83        | 26         |
| 1999 | 40.244      | 163.943     | 24,5        | 30         | 27         | 3          | 1.341                     |         | 8         | 58        | 27         |
| 2000 | 40.110      | 162.810     | 24,6        | 29         | 25         | 4          | 1.383                     |         | 8         | 49        | 27         |
| 2001 | 42.280      | 161.734     | 26,1        | 29         | 23         | 6          | 1.457                     |         | 10        | 60        | 27         |
| 2002 | 41.437      | 158.685     | 26,1        | 35         | 30         | 5          | 1.183                     |         | 11        | 54        | 27         |
| 2003 | 39.233      | 159.943     | 24,5        | 36         | 30         | 6          | 1.089                     |         | 11        | 55        | 25         |
| 2004 | 47.343      | 161.083     | 29,4        | 34         | 28         | 6          | 1.392                     |         | 10        | 53        | 25         |
| 2005 | 39.891      | 162.745     | 24,5        | 33         | 27         | 6          | 1.208                     |         | 11        | 44        | 25         |
| 2006 | 43.223      | ?           | ?           | 32         | 27         | 5          | 1.350                     |         | 10        | 43        | 25         |
| 2007 | 43.706      | 152.042     | 28,7        | 32         | 27         | 5          | 1.365                     | 1       | 8         | 45        | 25         |
| 2012 | 42.893      | 182.000     | 23,6        | 33         | 28         | 5          | 1.299                     | 1       | 7         | 28        | 25         |
| 2015 | 45.295      | 176.543     | 25,7        | 30         | 27         | 3          | 1.509                     | 2       | 5         | 18        | 25         |
| 2018 | 41.004      | 170.017     | 24,1        | 37         | 32         | 5          | 1.108                     | 2       | 5         | 18        | 25         |
| 2020 | 43.600      | 178.700     | 24,4        | 36         | 30         | 6          | 1.211                     | 2       | 6         | 18        | 25         |
| 2022 | 42.490      | 184.229     | 23,1        | 35         | 29         | 6          | 1.214                     | 2       | 6         | 17        | 25         |
| 2023 | 42.699      | 182.103     | 23,4        | 34         | 28         | 6          | 1.255                     | 2       | 6         | 20        | 24         |